# Motor Rail
Motor Rail & Co Ltd, från 1972 Simplex Mechanical Handling Ltd, var en brittisk lokomotivtillverkare. Företaget grundades 1911 som Motor Rail & Tramcar Co Ltd i Lewes i Sussex i Storbritannien och flyttade 1916 till Bedford.
Grundare var John Dixon Abbott, hans far John Abbott och hans bror Tom Dixom Abbott. John Dixon Abbott hade 1909 konstruerat och patenterat en växellåda och avsikten med företaget var att tillverka växellådor till lokomotiv och spårvagnar.
Under första världskriget konstruerade och tillverkade företaget smalspåriga (600 mm) lätta och långsamma lok till brittiska krigsministeriet för fältjärnvägar. De 900 loken hade bensinmotorer från W.H. Dorman & Co i Stafford.
Motor Rail fortsatte efter kriget att tillverka bensin- och dieselmotordrivna lok, huvudsakligen för smalspåriga järnvägar. Loken hade varumärket Simplex, och företaget bytte 1972 namn till  Simplex Mechanical Handling Ltd.
Företaget lades ned 1987. Reservdelar fortsatte att tillverkas av Alan Keef Ltd i Ross-on-Wye, och också enstaka lok av Simplex-typ.